# F. A. Michaelis
F. A. Michaelis fou un violinista alemany que també es dedicà a la composició.
Entre les seves produccions cal citar: Praktische violinschule, Der Lehrer und seine Schüler, variacions fàcils per a violí sol, amb acompanyament de piano (totes aquestes obres s'imprimiren a Breslau); Sechs schwedische Lieder (Rostok), Herzog Magnus, Sechs Seelieder, etc.